# Lista de rios do Maranhão
O estado brasileiro do Maranhão está inserido em três regiões hidrográficas: Atlântico Nordeste Ocidental, Parnaíba e Tocantins-Araguaia, que se subdividem no estado nas bacias hidrográficas do Itapecuru, das Balsas, do Maracaçumé, do Mearim, do Munim, do Periá, do Rio Preguiças e do Turiaçu.
Na lista de rios do Maranhão, estão relacionados de forma não exaustiva os rios do estado:

## Bacia Hidrográfica das Balsas
- Rio das Balsas

afluentes
- Rio Neves

## Bacia Hidrográfica do Gurupi
Rio Gurupi

## Bacia Hidrográfica do Itapecuru
- Rio Itapecuru[1]

Afluentes margem direita
- Rio Correntes
- Rio Pirapemas
- Rio Itapecuruzinho
- Riacho Seco
- Riacho do Ouro
- Riacho de Gameleira
- Riacho do Cachimbo
- Riacho Guariba

Afluentes margem esquerda
- Rio Alpercatas
- Rio Peritoró
- Rio Pucumã
- Rio Baixão do Vigia
- Rio Baixão da Bandeira
- Rio Douradinho
- Rio Olho Dágua
- Rio Codozinho
- Rio dos Porcos
- Rio Igarapé Grande
- Riacho São Felinha
- Riacho da Prata
- Riacho dos Cocos

foz do Rio Itapecuru
- Rio Tucha
- Rio Mojó

## Bacia Hidrográfica do Maracaçumé
- Rio Maracaçumé[1]

afluentes
- Rio Duas Antas
- Rio Coqueiro
- Rio Macaxeira
- Rio Pacovel
- Rio do Peixe

## Bacia Hidrográfica do Mearim

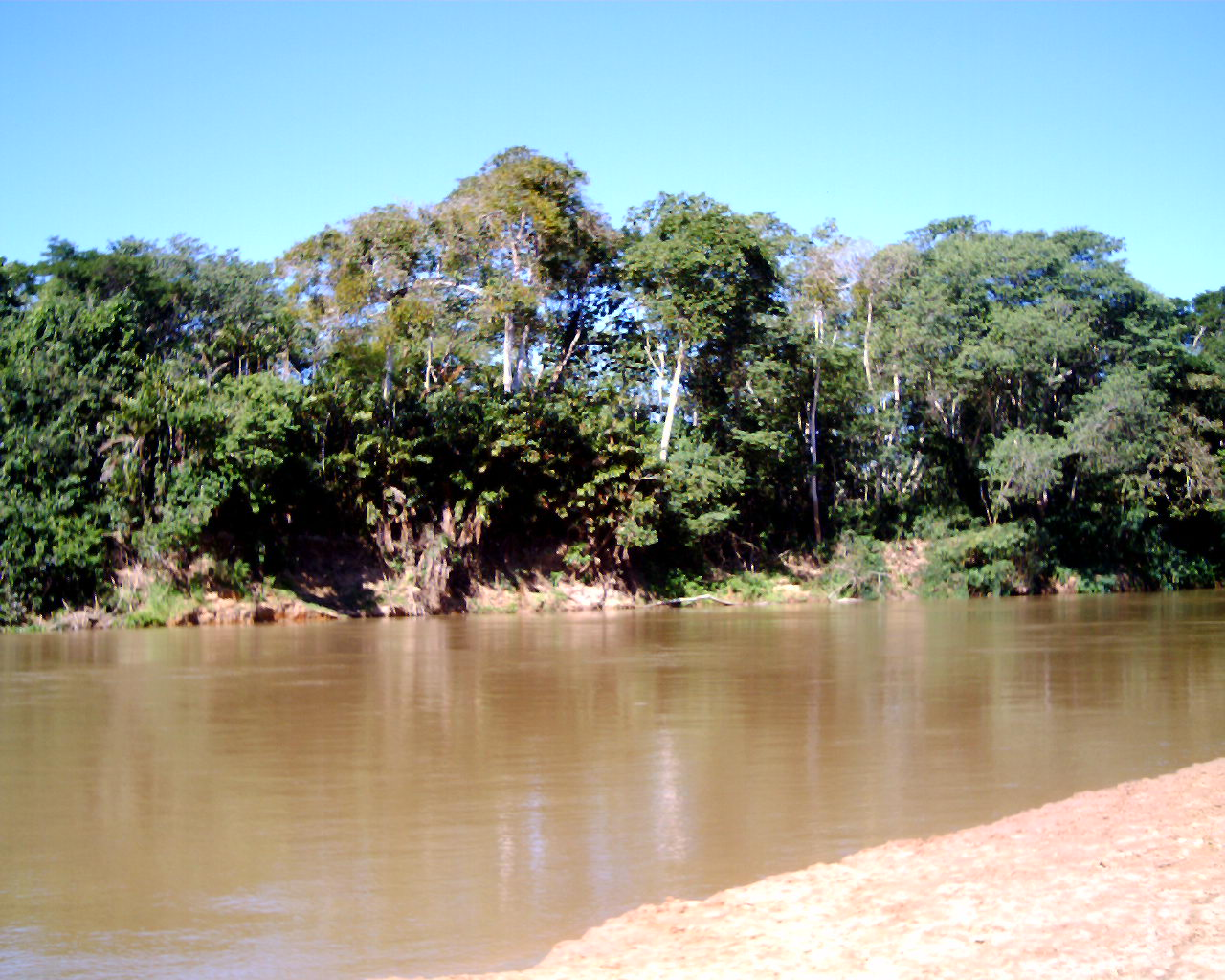
Rio Mearim

- Rio Mearim, Ribeirão Água Boa[1]

afluentes
- Rio das Flores
- Rio Pindaré
- Rio Grajaú

## Bacia Hidrográfica do Munim
- Rio Munim[1]

afluentes margem esquerda
- Rio Iguará
- Rio Iguará
- Rio Paulica
- Riacho Mocambo
- Riacho Raiz
- Riacho da Cruz
- Riacho São Gonçalo

afluentes margem direira
- Rio Preto
- Riacho Pirangi
- Riacho Una
- Riacho da Mata

## Bacia Hidrográfica do Periá
- Rio Periá[1]

afluentes
- Rio Mapari
- Rio Anajatuba

## Bacia Hidrográfica do Rio Preguiças

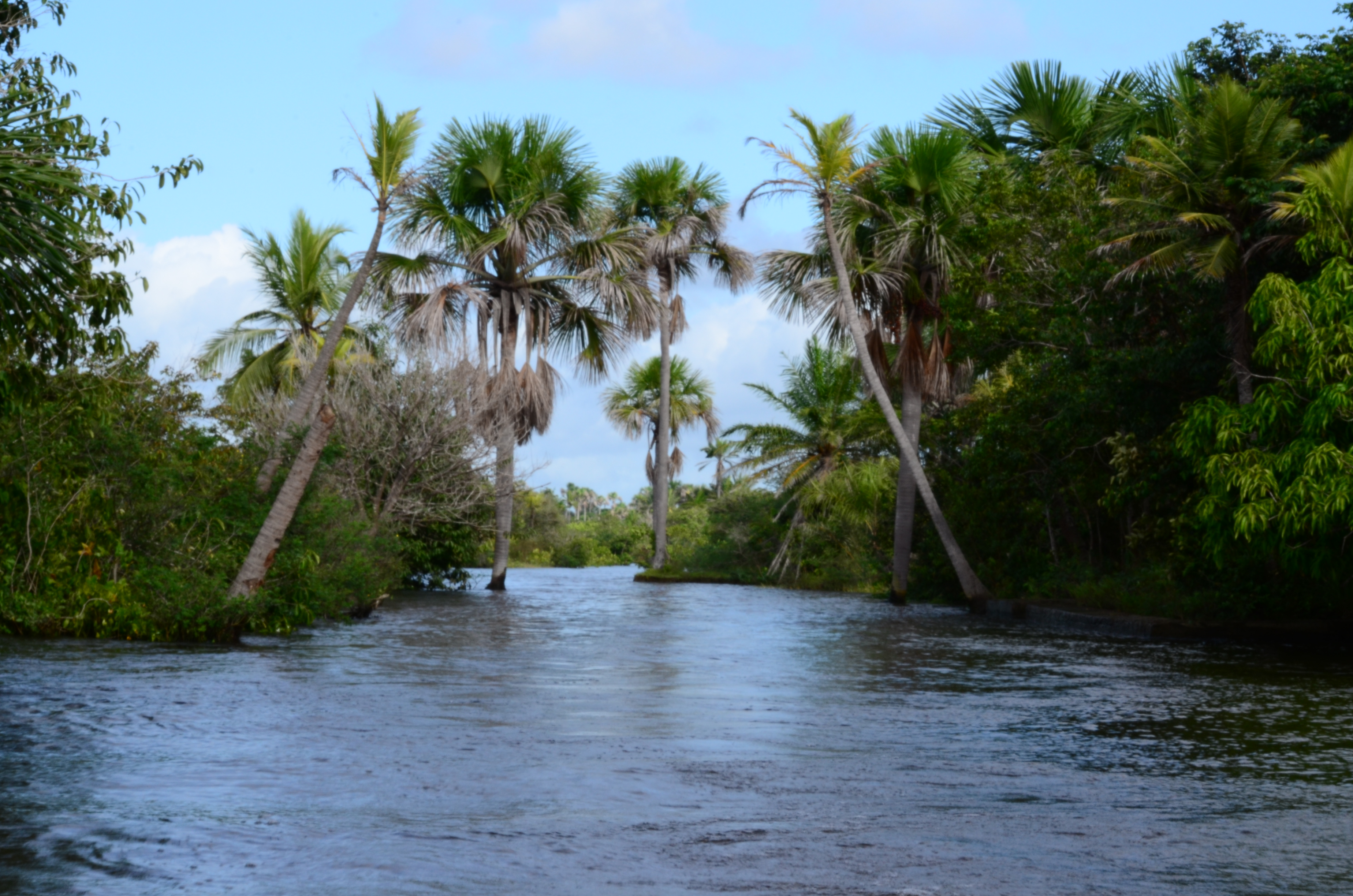
Rio Preguiças

- Rio Preguiças, Rio Grande[1]
- Rio Negro
- Rio Cangatã

## Bacia Hidrográfica do Turiaçu
- Rio Turiaçu[1]

afluentes
- Rio Paraná
- Rio Caxias